# 이케노우에 슌이치
이케노우에 슌이치(일본어: 池ノ上 俊一, 1967년 2월 16일 ~ )는 일본의 전 축구 선수이다.

## 구단 경력
1989년 일본 사커 리그의 마쓰시타 전기에 입단하였다. 1990년 전일본공수로 이적했다. 199년에 천황배 우승을 차지하였다. 1994년 재팬 풋볼 리그의 도스 퓨처스로 이적했다. 1995년후 현역 은퇴.

## 국가대표팀 경력
그는 1988년 AFC 아시안컵에 참가할 일본 국가대표 B팀에 발탁되었다.